# Ozoróczy (Svehla) család
A felső-alsó Ozoróczy Svehla család eredete a XVI. századig eredeztethető vissza. A család Trencsiny megyei, máig elő család (Nagy Iván: Magyarország családai, könyvsorozattal ellentétben).
A család első ismert őse Svehla János volt, aki 1547-ben kötött házasságot Ozoróczy Dorottyával (későbbi Ottlik család).
Később Svehla János Unokája, Svehla György, szintén e családba házasodott be, elvette itt már Ottlik Martinát.
A XVII. században már nagy valószínűség szerint nemesi család volt, mivel a leszármazottak gr. Apponyi és Ladobás családokkal kötöttek házasságot.
A XVIII. században, 1754-ben nemesi címet kapott a család Mária Teréziától, felső és alsó Ozoróczy előnevekkel (Prediktátum) és a mai Szlovákia területén található Felsőozor és Alsóozor bírtokokkal.
A XIX. század végén költözött a család Budapestre.
A 20. század 20-as éveiben, az akkor szokásos magyarosítás okán a Svehla vezetéknevet Ozoróczyra cserélték.
A család ősei evangélikus vallásosak voltak, többen vallási vezetői posztot töltöttek be a mai Szlovákia területén.
A XIX és XX. században a bányászat (bányamérnök), jog területén (miniszteri tanácsos), és a gépészet, oktatás (egyetemi) területén alkottak maradandót.

### Híres Ozoróczyak
- Dr. Svehla (Ozoróczy) Ervin, jogász, miniszteri tanácsos
- Dr. Svehla (Ozoróczy) Gyula, gépészmérnök, egyetemi oktató (BME)